# Gaspar da Silveira Martins
Gaspar da Silveira Martins (Cerro Largo, Uruguay, 5 de agosto de 1834 - Montevideo, 23 de julio de 1901) fue un magistrado y político brasileño. Fue diputado provincial y general, presidente de la entonces provincia de Río Grande del Sur, ministro de Hacienda y senador del Imperio del Brasil de 1880 a 1889.

## Biografía
Abogado y político, inició su vida pública como juez municipal en Río de Janeiro, de 1858 a 1859. Después, fue diputado (provincial y general), senador, ministro de Hacienda, presidente de Río Grande del Sur y también consejero de estado.
Al inicio de su carrera era antimonárquico y liberal, e hizo duras críticas a los gobiernos conservadores de la década de 1870. A partir de la posterior división de la política brasileña entre republicanos y monárquicos, se alió a los defensores de la monarquía. En 1862 fue elegido diputado provincial por Río Grande del Sur y en 1865 fundó en Porto Alegre el diario A Reforma. Este diario, después trasladado a Río de Janeiro, fue el órgano oficial de los federalistas gaúchos. En 1872 asumió como diputado general. En 1873 dimitió, pocos meses después de asumir el Ministerio de Hacienda, por no aceptar un proyecto del gobierno que proscribía de los cargos públicos a los ciudadanos no católicos. En 1880 fue elegido senador mientras que en su tierra natal enfrentaba una dura competencia política por parte de Júlio de Castilhos, su histórico adversario.
En la medida en que el choque entre monárquicos y republicanos se agudizaba, optó por el parlamentarismo, transformándose en uno de sus mayores defensores. Poco tiempo antes de la proclamación de la república, fue consejero de estado y luego presidente de la provincia de Río Grande del Sur.
En 1889 estuvo en el centro de la crisis que culminó con la proclamación de la república: El mariscal Deodoro, amigo del Emperador, aceptó participar del cuartelazo solamente para lograr la destitución del gabinete del Vizconde de Ouro Preto y luego volver a su casa. Mientras tanto, Benjamin Constant divulgó la falsa versión de que Silveira Martins, adversario de Deodoro, sería el escogido para sustituir a Ouro Preto. Ese hecho desencadenó definitivamente la proclamación de la República, pues Deodoro da Fonseca no aceptaba  ver a un enemigo, que lo tildaba peyorativamente de «sargentão», como primer ministro. Debido a esto, el mariscal aceptó firmar el decreto que instituyó el gobierno provisorio republicano.

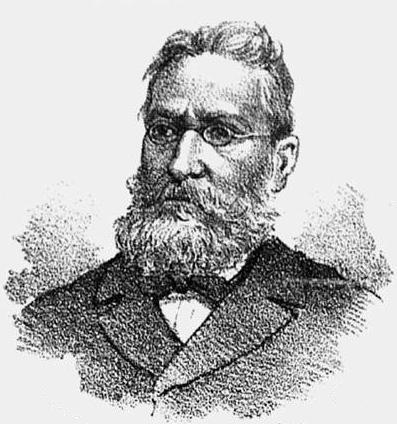
Gaspar da Silveira Martins.

Con la deposición de Pedro II de Brasil, Silveira Martins marchó al exilio en Europa. En 1892, luego de su regreso a Brasil gracias a la amnistía concedida por Deodoro, criticó la conducta de los gobernantes republicanos, llamados por él como «dictadores comtistas». Participó de reuniones con otros monarquistas que pretendían restaurar la monarquía parlamentaria en Brasil. En una de ellas, insistió en vano para que Pedro II regresase a Brasil, después de que el mariscal Deodoro hubiese clausurado el Congreso Nacional. En seguida, propuso a la princesa Isabel que permitiese a los militares vinculados a la Revuelta de la Armada que llevasen a su hijo mayor, Pedro de Alcántara de Orleans-Braganza, príncipe de Gran Pará, para que fuese aclamado como Pedro III. La princesa le manifestó que «antes de todo era católica, y, como tal, no  podía dejar a los brasileños la educación del hijo, cuya alma debía salvar». Indignado, Silveira Martins respondió: «Entonces, señora, su destino es el convento».

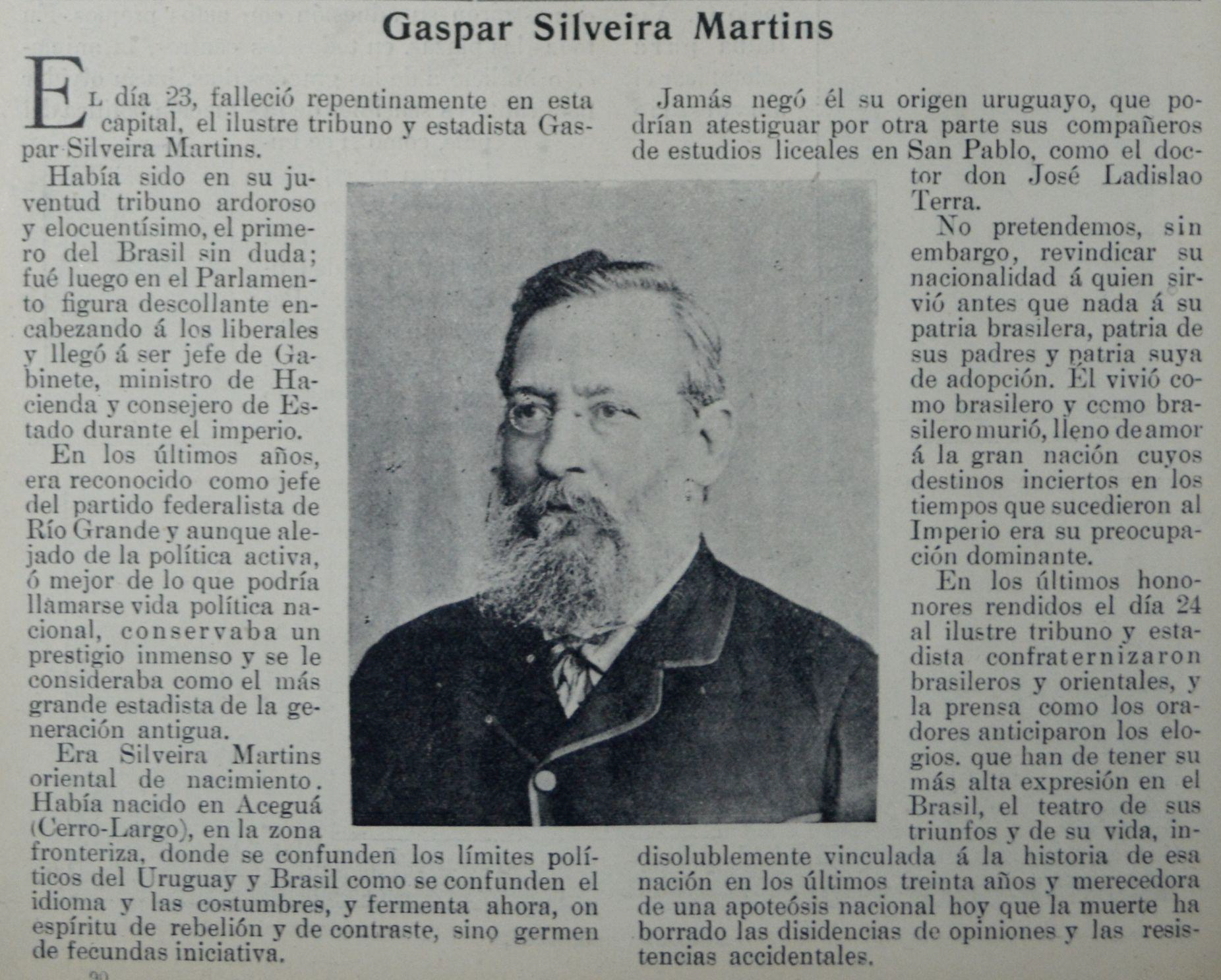
Obituario de Gaspar da Silveira Martins.

En un congreso en Bagé, propuso una reforma constitucional y la adopción del parlamentarismo. No era su intención levantarse en armas y luchó para que no hubiese conflicto, pero fue derrotado por el inicio de la revolución Federalista, que duró de 1893 a 1895.
Con la victoria de Júlio de Castilhos y la consecuente pacificación, organizó un nuevo congreso federalista en Porto Alegre. A partir de entonces, prestó más atención a su vida en la estancia Rincón Pereyra, que poseía en Uruguay. Falleció repentinamente, en una habitación de un hotel de Montevideo.
El historiador y periodista Paulo José Pires Brandão, nieto materno y ahijado del consejero Antônio Ferreira Viana, conoció a Silveira Martins en la casa de su abuelo. En su libro Vultos do Meu Caminho lo describió como: «Alto, corpulento, grandes lentes, barba toda abierta y blanca, piel muy roja. Voz de trueno, gesto largo, no sabía hablar bajo, e incluso cuando conversaba era en tono de discurso, y su voz clara, sonora y fuerte invadía la sala donde estaba, los corredores, el salón, la casa entera, atravesando la calle. No hablaba al oído de nadie, no decía secretos, ni los tenía, porque su voz no daba diapasón a los susurros, no murmuraba: tronaba».